# Trojzena

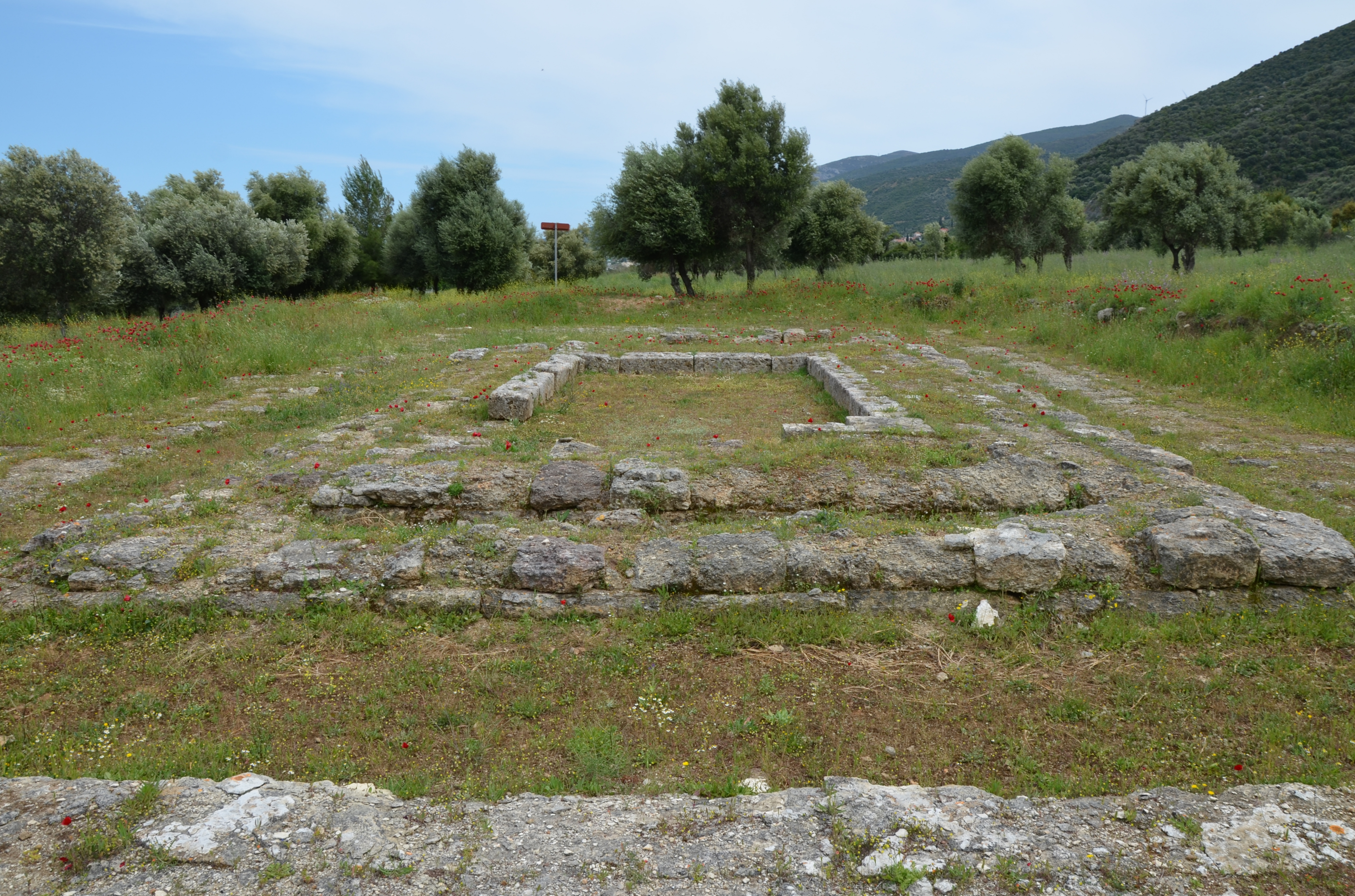
Fundamenty świątyni Hipolita

Trojzena, Trojdzena (stgr. Τροιζήνα, Τροιζήνη; ngr. Τροιζήν) – starożytne miasto greckie w Argolidzie nad Zatoką Sarońską.

## W historii
Usytuowane na żyznej nadmorskiej równinie, graniczyło od lądu z terytorium Epidauros i Hermiony, w pozostałej części z morzem. W świecie greckim znane było z uprawy winorośli, produkcji i eksportu wina.
Zgodnie z mitologicznym przekazem było miastem rodzinnym Tezeusza, wnuka rządzącego tam Pitteusa. W czasach antycznych znane z leczniczego źródła z budowlami asklepiejonu i z sanktuarium lokalnego kultu Hipolita. Jako starogreckie polis uczestniczyło w wojnach perskich i wojnie peloponeskiej, zarówno po stronie Aten, jak i Sparty. Czynne w procesie kolonizacji, było w VIII w. p.n.e. założycielem małoazjatyckiego Halikarnasu i Myndos oraz południowoitalskiego Sybaris, jak i jego kolonii Posejdonii. Pochodził stamtąd hellenistyczny historyk Zenodot.
Po bitwie pod Cheroneą Trojzena znalazła się pod krótkotrwałą tyranią Atenogenesa. Według Pauzaniasza (Wędrówki po Helladzie I 25,4) uczestniczyła w wojnie lamijskiej; następnie zależna od Demetriusza Poliorketesa i Antygona Gonatasa. Po 243 p.n.e. w Związku Achajskim, przejściowo jako stronnik spartańskiego Kleomenesa III. W późniejszym czasie w przymierzu (foedus) z Rzymem; w epoce cesarstwa miasto przeżywało ponowny rozkwit, wypuszczając też (do poł. III w. n.e.) własną rozmienną monetę.
Od czasu najazdów Słowian występuje pod nazwą Damala; w średniowieczu była siedzibą indywidualnej baronii w utworzonym przez krzyżowców Księstwie Achai.
W 1827 stała się miejscem obrad III Zgromadzenia Narodowego odrodzonej Grecji i wyboru Joanisa Kapodistriasa (11 kwietnia) na republikańskiego prezydenta państwa.
Od 1933 ustanowiona stolicą biskupstwa tytularnego w Kościele rzymskokatolickim.

## Stanowisko archeologiczne

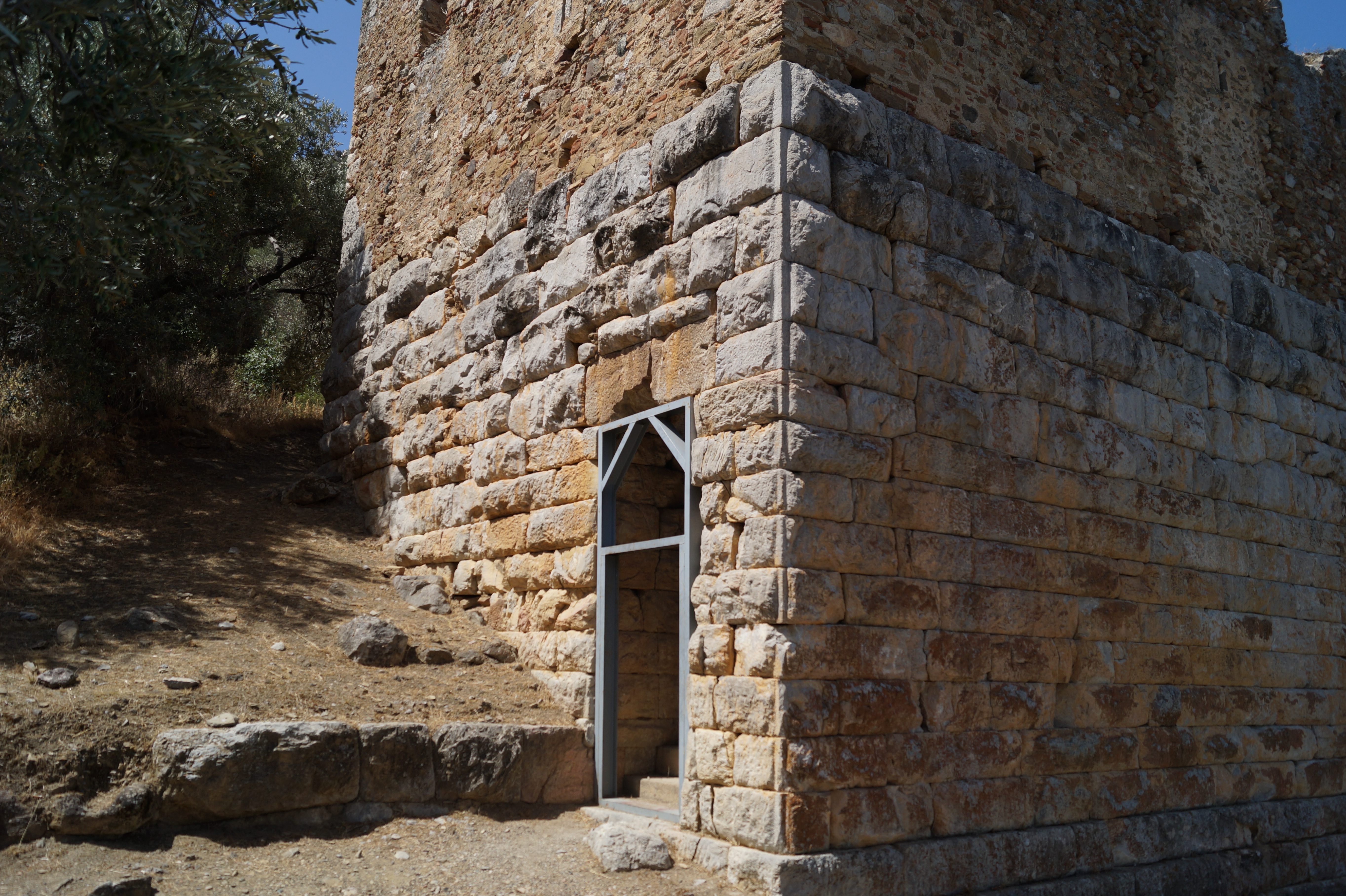
Fragment obwarowań – tzw. Wieża Tezeusza

Pozostałością antycznej Trojzeny są rozległe, lecz nieokazałe resztki obwarowań otaczające położony na wzgórzu akropol, pochodzące z III w. p.n.e. Ok. 600 m na zachód od miasta wykopaliska odsłoniły święty okrąg (temenos) kultu Hipolita z jego dużą świątynią (z końca IV w. p.n.e.) oraz mniejszą świątynią przy gmachu asklepiejonu z towarzyszącymi mu zabudowaniami, wśród których znajdował wielki budynek z perystylem służący jako miejsce hospitalizacji i kuracji pacjentów. W zalegających rumowiskach archeolodzy zidentyfikowali też świątynię Pana, a w przebiegu murów – hellenistyczną tzw. Wieżę Tezeusza; droga biegnąca od niej w głąb wąwozu prowadzi do resztek starożytnego akweduktu. Do architektury znacznie późniejszych czasów w strefie badań archeologicznych należą zrujnowane kościółki bizantyjskie.   
W 1959 r. w miejscowym lokalu odnaleziono stelę z inskrypcją zawierającą tzw. Dekret Temistoklesa, stanowiący o ewakuowaniu do Trojzeny ateńskich kobiet i dzieci przed decydującą bitwą pod Salaminą. 